# Кучеров, Павел Владимирович
Па́вел Влади́мирович Ку́черов (18 августа 1964, Смоленск, СССР) — нидерландско-российский футбольный селекционер и тренер.

## Карьера
Работал в голландских клубах «Звалув» Вугт (нидерл. Zwaluw VFC Vught), «ТОП Осс». В 1998—2011 годах работал в клубе голландской Эредивизи «Виллем II» на разных должностях: тренер молодёжных команд, селекционер, председатель селекционной службы клуба. Сотрудничал с Голландской футбольной тренировочной академией. В марте 2011 закончился контракт Кучерова с «Виллемом II» и клуб из финансовых соображений решил его не продлевать.
18 октября 2011 сразу после расторжения контракта с главным тренером Олегом Кононовым президент «Карпаты» (Львов) Петр Дыминский сообщил, что до конца 2011 года команду будет готовить Павел Кучеров — «близкий товарищ Олега Кононова». 7 июня 2012 представлен команде как исполняющий обязанности главного тренера.
27 декабря 2012 назначен главным тренером ФК «Нафтан».
В 2013 году перешёл на работу в минское «Динамо» в качестве ассистента главного тренера.
В 2014—2017 годах работал скаутом по Восточной Европе в футбольном клубе «Арсенал» (Лондон).
В 2017 году перешел на работу селекционером первой команды в «Эвертон» (Ливерпуль).